# Bartlewo, Tỉnh West Pomeranian
Bartlewo [barˈtlɛvɔ] là một khu định cư ở khu hành chính của Gmina Polanów, thuộc quận Koszalin, West Pomeranian Voivodeship, nằm ở phía tây bắc Ba Lan.
Khu định cư có dân số 12 người.